# Teslin Mountain
Teslin Mountain är ett berg i Kanada.   Det ligger i territoriet Yukon, i den västra delen av landet, 4 100 km väster om huvudstaden Ottawa. Toppen på Teslin Mountain är 1 953 meter över havet.
Terrängen runt Teslin Mountain är huvudsakligen kuperad, men åt sydost är den bergig. Trakten runt Teslin Mountain är nära nog obefolkad, med mindre än två invånare per kvadratkilometer.. Det finns inga samhällen i närheten.